# شهرستان اورلوفسکی (استان اریول)
شهرستان اورلوفسکی (به لاتین: Orlovsky District) یک شهرستان در روسیه است که در استان اریول واقع شده‌است.